# Ras al-Khaymas internationella flygplats
Ras al-Khaymas internationella flygplats (IATA: RKT, ICAO: OMRK) (arabiska: مطار رأس الخيمة الدولي) är en flygplats i Förenade arabemiraten. Den ligger i emiratet Ras al-Khayma, den nordöstra delen av landet, 200 kilometer nordost om huvudstaden Abu Dhabi. Flygplatsen ligger 31 meter över havet.